# Björnsjö

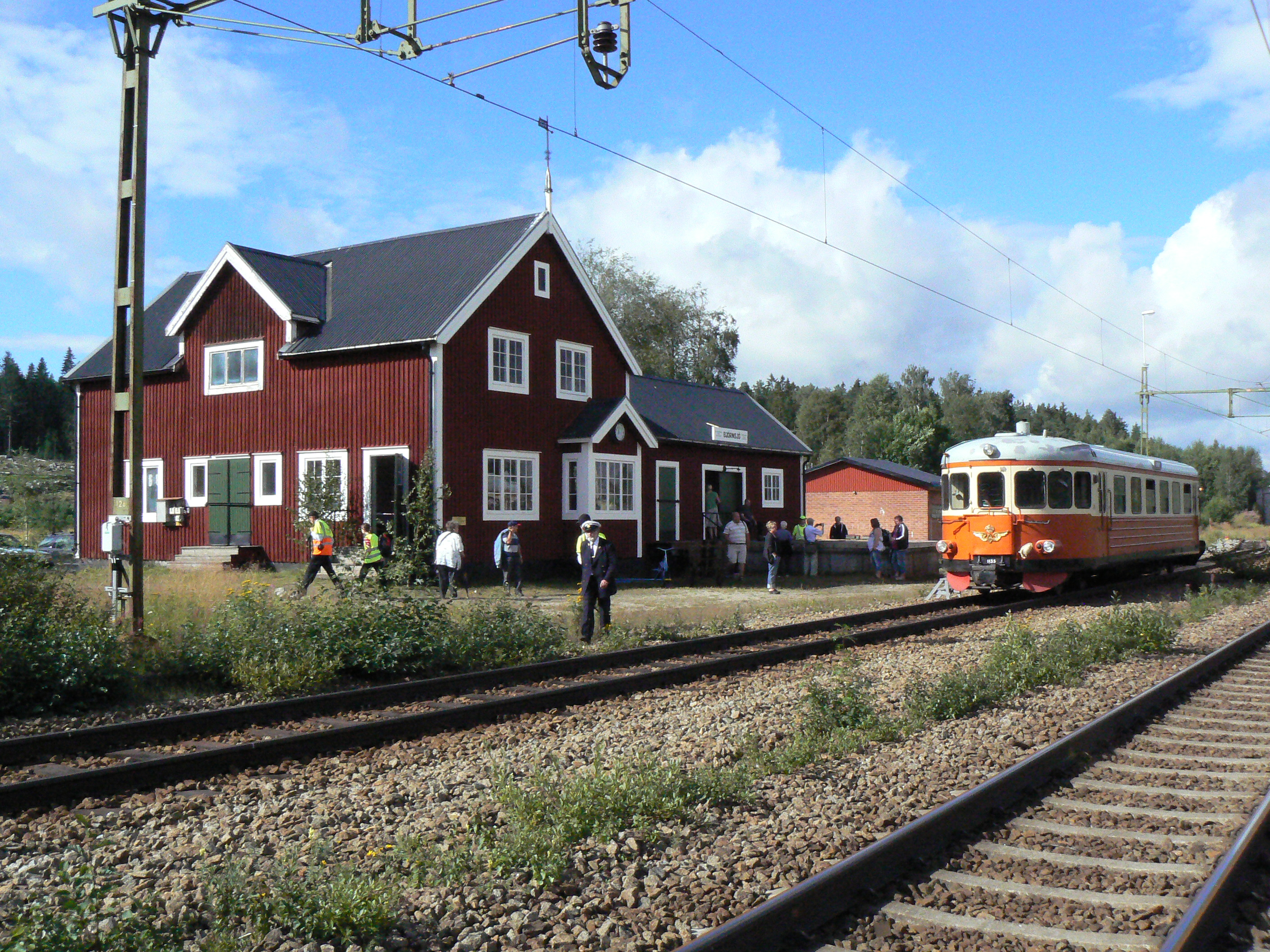
Utflyktståg vid Björnsjö station (2010)

Björnsjö är en by i Björna socken i Örnsköldsviks kommun.
Björnsjö ligger längs Stambanan genom övre Norrland cirka 14 kilometer norr om Mellansel och i den sydligaste delen av Björna socken. Här fanns förr en järnvägsstation, Björnsjö station.
Norr om orten ligger sjön Norra Björnsjön, 163 meter över havet. Södra Björnsjön är en mycket liten sjö i söder. Mellan Norra och Södra Björnsjön ligger Norstjärnen.